# Браун, Уолтер Шон
Уолтер Шон Браун (англ. Walter Shawn Browne; 10 января 1949, Сидней — 24 июня 2015, Лас-Вегас) — американский, ранее австралийский, гроссмейстер (1970).

## Шахматная карьера
Чемпион США среди юношей (1966). Победитель чемпионатов Австралии (1968) и США (1971, 1972, 1974, 1975, 1977; 1980 и 1981 — 1-2-е; 1983 — 1-3-е места). Участник двух олимпиад в составе команды Австралии (1970, 1972) и четырёх — в составе команды США (1974, 1978, 1982, 1984).
Участник межзональных турниров: Манила (1976) — 15-е; Лас-Пальмас (1982) — 14-е; Таско (1985) — 9-13-е места.
Лучшие результаты в других международных соревнованиях: Сан-Хуан (1969) — 2-4-е; Малага (1970) — 3-4-е; Венеция (1971) — 1-е; Амстердам (1971) — 2-4-е; Вейк-ан-Зее (1972, 1974 и 1980) — 4-е, 1-е и 1-2-е; Лон-Пайн и Ванкувер (1974) — 1-е; Мангейм (1975) — 1-е; Амстердам (1976) — 2-е; Рейкьявик (1978) — 1-е; Сан-Мигель (Аргентина; 1980) — 1-е; Буэнос-Айрес (1980) — 1-4-е; Сантьяго (1981) — 1-е; Суракарта (Индонезия; 1982) — 1-2-е; Чикаго (1982) — 2-е; Нью-Йорк (1983) — 1-5-е; Йёвик (Норвегия; 1983) — 1-3-е; Лас-Вегас (1986) — 1-4-е (238 участников); Сан-Франциско (1987) — 3-е места.

## Изменения рейтинга
| Графики недоступны из-за технических проблем. См. информацию на Фабрикаторе и на mediawiki.org. |